# Filippo Maria Guidi

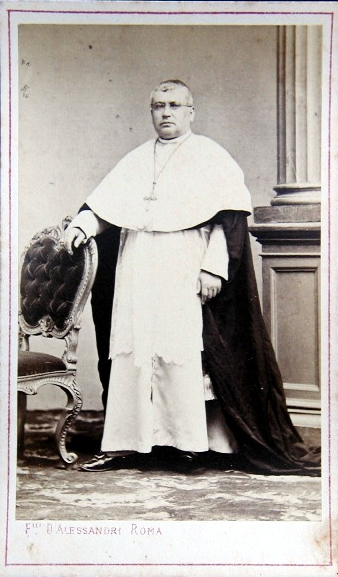
Filippo Maria kardinaal Guidi

Filippo Maria Guidi (Bologna, 18 juli 1815 - Rome, 27 februari 1879) was een Italiaans geestelijke en kardinaal van de Rooms-Katholieke Kerk.
Hij bezocht het seminarie van Acquapendente en trad in bij de paters Dominicanen bij het Heiligdom van Onze-Lieve-Vrouw van de Eik in Viterbo. Na zijn priesterwijding werd hij hoogleraar aan het seminarie van Viterbo. Hij was ook enige tijd als professor verbonden aan verschillende Romeinse seminaries en doceerde tussen 1857 en 1863 aan de Universiteit van Wenen.
Paus Pius IX creëerde hem kardinaal in het consistorie van 16 maart 1863. De San Sisto werd zijn titelkerk. Een half jaar daarna werd hij benoemd tot aartsbisschop van Bologna. In 1871 werd hij kardinaal-bisschop van het suburbicair bisdom Frascati. Hij werd benoemd tot prefect van de Congregatie voor de Kerkelijke Immuniteiten en Juridische Controverses. Dat zou hij tot zijn dood blijven.
- Gemeinsame Normdatei: 119193396
- International Standard Name Identifier: 0000 0000 3647 0742
- Library of Congress Control Number: n95081684
- Virtual International Authority File: 62352943
- WorldCat: E39PBJhRHf3tky7T87J86Kth73